# بن کلاید
بن کلاید (انگلیسی: Ben Clyde؛ زادهٔ ۱۰ ژوئن ۱۹۵۱) بازیکن بسکتبال اهل ایالات متحده آمریکا است.
از باشگاه‌هایی که در آن بازی کرده‌است می‌توان به بوستون سلتیکس اشاره کرد.